# Caroline Sunshine
Caroline Mohr Sunshine (Atlanta, Georgia; 5 de septiembre de 1995) es una ex actriz, bailarina y cantante estadounidense que anteriormente trabajó como empleada de la Casa Blanca para la Administración Trump durante la presidencia de Donald Trump en 2018. 
Es conocida por su personaje Bárbara Winslow en la película familiar de Fox, Marmaduke, y por ser coprotagonista con su personaje, Tinka Hessenheffer, una llamativa estudiante de intercambio en la serie de comedia de Disney Channel, Shake It Up.

## Primeros años
Caroline Sunshine se crio en Orange County, California, junto a sus padres Thom y Karen y con sus hermanos John (1997) y Christopher (2000). Sunshine comenzó a estudiar ballet a la edad de 3 años y consiguió su primer personaje principal en Ricitos de Oro en una obra de teatro del jardín de infancia.
Más tarde se mudó a Tustin, California, para actuar en el Orange County Children's Theater, en la obra de teatro Annie Warbucks, y bailar en, El cascanueces en el South Coast Performing Arts, y Stage Door en el Lutheran High School of Orange County.

## Carrera

### Interpretación
En 2006, Sunhine comenzó a ir a audiciones profesionales cuando tenía once años, y obtuvo su primer personaje en un comercial de "Amazing Allysen", la muñeca que habla, así como la labor comercial de Yoplait Go-Gurt y Cap'n Crunch. En 2010, Sunshine filmó su primer piloto de la comedia de la CBS, Team Spitz, coprotagonizando como la hija adolescente de un entrenador de secundaria interpretado por Rob Riggle de The Daily Show With Jon Stewart. En el verano de ese mismo año, ganó notoriedad popular por su personaje de Barbara Winslow en su primer largometraje, Marmaduke, basada en el cómic del mismo nombre.
En el otoño de 2010, Sunshine consiguió convertirse en el personaje coprotagónico de la serie original de Disney Channel, Shake It Up como la estudiante europea de intercambio Tinka Hessenheffer, junto a Kenton Duty como su extravagante hermano gemelo fraterno, Gunther. El ostentoso dúo Gunther y Tinka se dice que está inspirado por Ryan y Sharpay Evans de la franquicia de Disney, High School Musical.
El crítico de People Magazine, Tom Gliatto expresó su agradecimiento por el trabajo del dúo cómico en la serie, por escrito - "Shake It Up no sacude a la fórmula KidsCom, pero tiene algo más de lo normal y radiante-brillante ternura... Las mejores actuaciones son las de Caroline Sunshine y Kenton Duty como hermana y hermano que vienen del extranjero yllamados Tinka y Gunther. Son como Sharpay de High School Musical dividido en dos y hablando con un acento absurdo e insustituible".

### Música
En 2012, Sunshine lanzó su primer sencillo, "Roam" con Kenton Duty, Adam Irigoyen y Davis Cleveland sus compañeros de Shake It Up.

## Vida personal
En su tiempo libre le gusta bailar, viajar, cocinar, hornear, y fotografiar, así como las actividades al aire libre como ir a la playa, surf, buceo y rafting. En febrero de 2011, Sunshine se convirtió en la imagen de la fragancia adolescente, "Puppy Love 4 Girlz". "Puppy Love" Fragancias se ha comprometido a ayudar a los perros sin hogar y los cachorros, con una parte de todos los ingresos del perfume va a los refugios de animales locales. En mayo de 2011, Sunshine fue nombrada una de los "Top 16 Under 16" de la Dream Magazine.
Además de su trabajo con "Puppy Love", Sunshine está involucrada otras causas benéficas, incluyendo la "Joyful Sewing Organization", que hace mantas para los pacientes de cáncer, "Working Wardrobes", que proporciona asistencia a las mujeres de escasos recursos y víctimas de abuso doméstico, el "Adopt A Hero", que prevé las necesidades de los soldados y sus familias, el "Loaves and Fishes Ministry", que ayuda a alimentar a los desamparados, y el "Thirst Project", que se dedica a proporcionar agua potable a las comunidades en los países en desarrollo.

## Filmografía
| Cine       | Cine                       | Cine               | Cine                                                      |
| Año        | Título                     | Rol                | Notas                                                     |
| ---------- | -------------------------- | ------------------ | --------------------------------------------------------- |
| 2010       | Marmaduke                  | Barbara Winslow    | Papel secundario                                          |
| 2012       | Zendaya: Behind the Scenes | Ella misma         | Documental                                                |
| 2015       | The Outfield               | Emily Jordan       |                                                           |
| Televisión |                            |                    |                                                           |
| Año        | Título                     | Personaje          | Notas                                                     |
| 2008       | What's the Word?           | Ella Misma         | Promo para Johnny Kapahala: Back on Board                 |
| 2013       | The Boys & Girls           | Karol              | ABC Family                                                |
| 2010-2013  | Shake It Up                | Tinka Hessenheffer | Temporada 1: Recurrente / Temporada 2 y 3: Coprotagonista |
| 2012       | A.N.T. Farm                | Ella               | Episodio: "Some EnchANTed Evening"                        |
| 2014       | Pecezuelos                 | Alexis (Voz)       | "Bea salva un árbol" (Temporada 3, episodio 20)           |
| 2016       | Recovery Road              | Emily Owenby       | Papel recurrente                                          |

## Discografía
| Sencillos | Sencillos                  | Sencillos                        | Sencillos                                        |
| Año       | Sencillos                  | Álbum                            | Notas                                            |
| --------- | -------------------------- | -------------------------------- | ------------------------------------------------ |
| 2012      | "Roam"                     | Roam (single)                    | con Kenton Duty, Adam Irigoyen y Davis Cleveland |
| 2012      | "The Star I R"             | Shake It Up: Live 2 Dance        | Target exclusive bonus track                     |
| 2012      | "All I Want For Christmas" | Disney Channel: Holiday Playlist |                                                  |
| 2012      | "After party"              | Shake It Up: I <3 Dance          | con Roshon Fegan                                 |

## Premios y nominaciones
| Año  | Premiación          | Categoría | Trabajo     | Resultado | Ref.   |
| ---- | ------------------- | --- | ----------- | --------- | ------ |
| 2011 | Young Artist Awards | Mejor Elenco Joven en Una Serie de TV (compartido con Bella Thorne, Zendaya, Roshon Fegan, Adam Irigoyen, Kenton Duty, Davis Cleveland) | Shake It Up | Nominados | [ 23 ] |
| 2012 | Young Artist Awards | Mejor Elenco Joven en Una Serie de TV (compartido con Bella Thorne, Zendaya, Roshon Fegan, Adam Irigoyen, Kenton Duty, Davis Cleveland) | Shake It Up | Nominados | [ 24 ] |